# Espasa de Sant Martí
L'Espasa de Sant Martí del segle xiii i pertanyent als comtes de Barcelona és l'única de les espases de virtut catalanes que se sap segur com és, atès que es troba al Musée de l'Armée de París.

## Història
És citada en el testament de Pere el Cerimoniós del 1370 juntament amb Tisó. Ens diu que eren a l'Armeria Reial. A partir d'aquest fragment, s'ha arribat a la conclusió que l'espasa de Sant Martí i l'Espasa de Vilardell són la mateixa, però Martí de Riquer afirma que són diferents.
| « | ... et quinque enses quorum unus vocatur Sancti Martini alius de Vilardello alius Tison... | » |

Malgrat que hi ha algunes versions que diuen que la va dur el rei Martí l'Humà el dia de la seva coronació a Saragossa, és dubtós, ja que són moltes més les cròniques que diuen que l'espasa emprada provenia en realitat de Palerm i era la de Constantí. A la mort de Martí l'Humà, l'espasa va restar a mans de Margarida de Prades, la seva vídua, i, en morir, els seus béns van ser subhastats. L'espasa va ser adquirida per Bernart Savila, que la va lliurar a la confraria de cotoners de Barcelona. Va ser descrita en un breu article el 1889 per F. Barado, essent el primer que va afirmar que la va dur el rei Martí l'Humà en la seva coronació. El 1899 va a passar a França.
L’historiador i arxiver reial, Pere Carbonell, explica a les seves cròniques (1495) que aquesta espasa vingué de Ramon Berenguer III el Gran, nascut a Occitània el 1082, i que passà de mà en mà per tots els seus successors fins a Martí l’Humà. Segons la tradició, amb aquesta espasa Ramon Berenguer III va lliurar un combat singular en favor de l'emperadriu d'Alemanya falsament acusada d'adulteri.
És possiblement del segle xiii, del tipus XII de la tipologia de R. E. Oakeshott (emprada entre el 1180 i el 1320). Abans duia una beina de seda verda de la qual només en queda el Bocalan d'argent daurat i amb un relleu de Sant Martí partint la seva capa en una cara i amb el senyal reial de les quatre barres a l'altra.